# Lanao do Sul
Lanao do Sul é um província de  primeira classe de renda da província (d) na região Bangsamoro (BARMM), nas Filipinas. De acordo com o censo de 1 de maio  de  2020 possui uma população de 1 195 518 pessoas e 183 629 domicílios.
A sua capital é Marawi.

## Subdivisões
Municípios
- Amai Manabilang
- Bacolod-Kalawi
- Balabagan
- Balindong
- Bayang
- Binidayan
- Buadiposo-Buntong
- Bubong
- Butig
- Calanogas
- Ditsaan-Ramain
- Ganassi
- Kapai
- Kapatagan
- Lumba-Bayabao
- Lumbaca-Unayan
- Lumbatan
- Lumbayanague
- Madalum
- Madamba
- Maguing
- Malabang
- Marantao
- Marogong
- Masiu
- Mulondo
- Pagayawan
- Piagapo
- Picong
- Poona Bayabao
- Pualas
- Saguiaran
- Sultan Dumalondong
- Tagoloan
- Tamparan
- Taraka
- Tubaran
- Tugaya
- Wao

Cidade
- Marawi